# Guernsey Cove
Guernsey Cove est une communauté du Canada située dans le comté de Kings de l'Île-du-Prince-Édouard. Elle se trouve à l'est de Murray River.